# Autopista del Oeste (Belice)

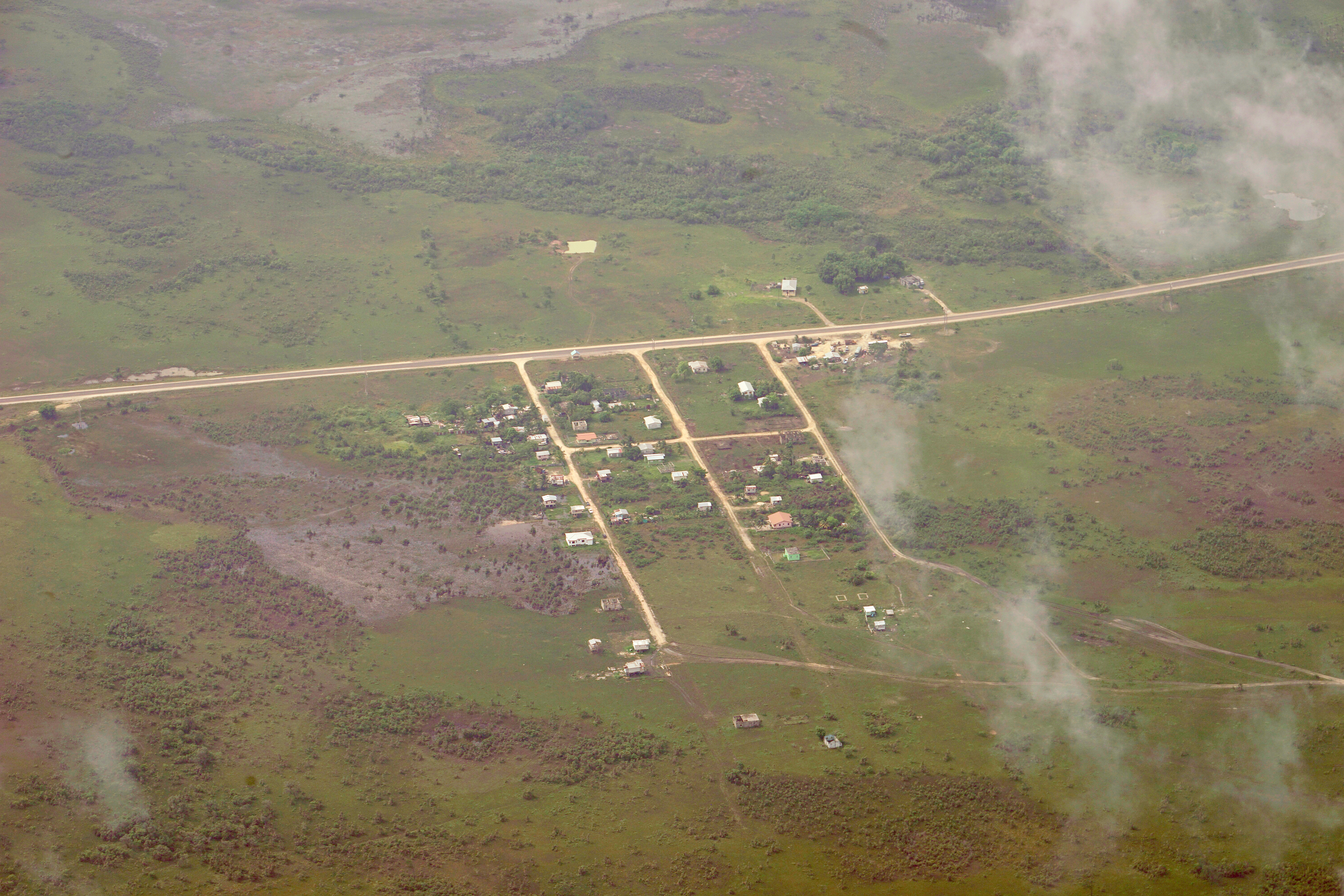
La autopista del Oeste es una de las cuatro autopistas principales de Belice.

La autopista del Oeste es una de las cuatro autopistas principales de Belice.  Nace en la ciudad de Belice y se dirige hacia Hattieville, el zoológico de Belice, la capital del país Belmopán, San Ignacio en Cayo, San José de Succotz, para terminar en la frontera con Guatemala en Benque Viejo del Carmen. Esta autopista divide al país y lo une de este a oeste. Un nuevo puente de acero sobre el arroyo Beaver Dam se construyó para reemplazar al antiguo que se había deteriorado.